# Constitution chilienne de 1980
 (octobre 2020).
Lire en ligne

Bibliothèque du Congrès national : (es) texte consolidé ;
-
 Wikisource : (es) texte original, version consolidée, (en) version consolidée

Constitution de 1925
La Constitution  politique de la République du Chili (en espagnol : Constitución Política de la República de Chile) est le texte constitutionnel actuellement en vigueur au Chili. Elle a été approuvée lors du référendum le 11 septembre 1980 et est entrée en vigueur, dans un régime transitoire, le 11 mars 1981 et, totalement, le 11 mars 1990. Cette constitution a remplacé celle de 1925. Son texte original contenait 120 articles, avec 29 dispositions transitoires. Elle a été amendée à 66 reprises entre 1989 et 2023. La version de 2020 comprend 147 articles et 42 dispositions transitoires.

## Histoire
La constitution de 1980 a été décidée et mise en place durant la dictature militaire d'Augusto Pinochet instaurée par un coup d'État de plusieurs généraux. Son contenu initial, qui comprend plusieurs mesures donnant un pouvoir important aux dirigeants militaires et freinant les tentatives de réforme, est largement amendé à la suite du retour à un régime démocratique en particulier dans le cadre de la réforme de 2005. Cependant, la structure principale du texte est toujours en vigueur, et le manque de droits octroyés aux citoyens est décrié. 
Elle est contestée dans le cadre des manifestations de 2019 qui aboutissent au référendum de 2020, durant lequel les Chiliens votent à une large majorité pour un changement de constitution. Cependant, après le rejet du projet de nouvelle constitution lors du référendum du 4 septembre 2022, puis du nouveau projet lors du référendum de 2023, la constitution de 1980 demeure en vigueur.

## Contenu de la Constitution
Comme le précise la Constitution politique, le Chili est un État unitaire, avec un territoire divisé en 13 régions. La nation possède la souveraineté du pouvoir, qui s’exerce à travers l'élection des représentants par suffrage universel ou par référendum.
Le système politique du Chili est la démocratie républicaine. Les trois pouvoirs sont séparés selon la Constitution, avec par exemple le tribunal constitutionnel, la banque centrale, le Conseil de sécurité nationale.
Le président de la République possède d’importants pouvoirs, comme de nommer les ministres ou de déclarer l'état de guerre. En vertu de la Constitution politique de 1980, l'État chilien est divisé entre les trois pouvoirs classiques :
- le pouvoir exécutif est détenu par le président de la République, élu démocratiquement tous les quatre ans au suffrage universel direct, et qui ne peut pas être réélu immédiatement. Une fois élu, le président désigne un cabinet de ministres, dont celui de l'Intérieur ;
- le pouvoir législatif est représenté par le Congrès national, dont le siège se trouve à Valparaíso depuis le retour de la démocratie en 1990. Il s’agit d’un congrès bicaméral, composé d’un Sénat et d’une chambre de députés. Depuis 2017, il compte quarante-trois sénateurs élus pour huit ans et renouvelables par moitié tous les quatre ans, et cent-cinquante-cinq députés élus pour quatre ans. Les parlementaires sont tous élus démocratiquement au scrutin binominal majoritaire à un tour ;
- le pouvoir judiciaire connaît des affaires civiles et criminelles. Il est composé d’une Cour suprême, des cours d’appel et des tribunaux de première instance.

Les Chicago Boys font inscrire dans la Constitution l’autonomie de la Banque centrale du pouvoir politique.

### Révisions de la Constitution
La Constitution chilienne de 1980 a fait l'objet de 61 révisions en 1989, 1991, 1994, 1997, 1999, 2000, 2001, 2003, 2005, 2007, 2009, 2010, 2011, 2012, 2013, 2014, 2015, 2017, 2018, 2019, 2020, 2021, 2022 et 2023.

#### Révision de 1994
La durée du mandat du président de la République passe de 8 à 6 ans.

#### Révision de 2005
La réforme de 2005 élimine plusieurs éléments non démocratiques clés du texte initial :
- Pouvoir du président de la République. La durée du mandat du président de la République passe de 6 à 4 ans. Il peut démettre un des commandants militaires sans obtenir l'accord préalable du Conseil de sécurité nationale.

- Sénat : les 38 sénateurs sont désormais tous élus. La désignation de 9 des sénateurs par différents organes des armées et des anciens présidents est abandonnée : ces postes étaient deux anciens membres de la Cour suprême, un ancien contrôleur général de la République, un ancien chef d'État-Major de chacune des trois armes, un ancien recteur d'Université et un ancien ministre et les anciens présidents de la République (qui étaient sénateurs à vie à la condition qu'ils aient occupé leur poste pendant six années ininterrompues)[3].

- Rôle du Conseil de sécurité nationale : le Conseil de sécurité nationale ne joue plus qu'un rôle consultatif. Celui-ci, composé à 40 % de militaires, avait le pouvoir de nommer certains membres du Tribunal constitutionnel et du Sénat et surtout devait donner son accord pour tout limogeage d'un commandant des forces armées.

- Acquisition de la nationalité chilienne : un enfant né de parents chiliens acquiert automatiquement cette nationalité lorsqu'il naît à l'étranger.

#### Révision de 2019
La loi du 24 décembre 2019 modifie le chapitre XV pour établir un mécanisme devant conduire à l'adoption d'une nouvelle constitution. Elle établit la possibilité de convoquer un référendum sur une assemblée constituante.